# Nosodendron slipinskii
Espèce
Nosodendron slipinskii est une espèce de coléoptères découverte en 1991 par Endrödy-Younga.

## Étymologie
Nosodendron slipinskii est une espèce nommée en l'honneur de Stanisław Adam Ślipiński, un entomologiste polonais.

## Liste des sous-espèces
Selon BioLib (8 juillet 2018) et Catalogue of Life (8 juillet 2018) :
- sous-espèce Nosodendron slipinskii obtectum Endrody-Younga, 1991
- sous-espèce Nosodendron slipinskii slipinskii Endrody-Younga, 1991